# Grunt to rodzinka (2004)
Grunt to rodzinka to francuski film komediowy z 2004 roku w reżyserii Alaina Berbériana. Opiera się na komiksie o tym samym tytule, jednym z opowiadań z serii Jacka Palmera autorstwa René Pétillona. 

## Fabuła
Paryski detektyw Jack Palmer (Christian Clavier), dostaje misję: musi odnaleźć niejakiego Ange'a Leoni (Jean Reno) i wręczyć mu dokument stwierdzający otrzymanie spadku. Dla tak doświadczonego tropiciela nie stanowi to większego wyzwania. Okazuje się jednak, że Leoni mieszka na Korsyce, przewodzi jednej z tamtejszych grup separatystycznych i, na dodatek, jest usilnie poszukiwany przez policję.

## Obsada
- Jean Reno jako Ange Leoni

- Christian Clavier jako Rémi François / Detektyw Jack Palmer
- Caterina Murino jako Léa Leoni
- Alain Maratrat jako De Vlaminck
- Didier Flamand jako Dargent
- Albert Dray jako Kapitan żandarmerii
- Nathanaël Maïni jako Grappa
- François Orsoni jako Balducci
- Pido jako Figoli
- Pierre Salasca jako Matéo
- Elisabeth Kaza jako Josepha
- Philippe Guerrini jako Marsyliańczyk
- Jo Fondacci jako Diazep
- Guy Cimino jako Borgnoli
- Daniel Delorme jako Doumé
- Claudie Mamberti jako Vanina
- Catherine Gavrilovic jako Fiorina
- Hassan Moutaakif jako Moktar
- Antoine Belloni jako Homme pari Borriacciu 2
- Nicolas Guy jako Żandarm radar 1
- Raoul Curet jako Homme pari Borriacciu 3
- Tzek jako Bruno
- Gaspard de Sailly jako Sanpierro
- Robert Lucibello jako Pruzzati
- Jeanne de Sailly jako Anna Maria
- Christiane Conil jako Maria Leoni
- Ludmila Henry jako Blonde konsul de Belgique
- Juliette Degenne jako głos Léi
- Christian Gautier jako Żandarm
- Olga Sékulic jako Policjantka z radarem
- Vincent Solignac jako Konsul belgijski
- Karine de Demo jako Kilientka z buldogiem
- Didier Ferrari jako Pierrot, szef hotelu
- Corinne Ciancioni jako Farmaceutka
- Michel Delgado jako Klient z buldogiem
- Patrizia Poli jako Obrońca
- Juliette Poissonnier jako Panna Breche
- Yves Borrini jako Sędzia
- Raymond Aquaviva jako Oskarżyciel
- François Berlinghi jako Szef kawiarni Rossignoli